# FF Andromedae
FF Andromedae (FF And) és un sistema estel·lar a la constel·lació d'Andròmeda. De magnitud aparent mitjana +10,38, es troba visualment a poc més de 2° al nord-est de π Andromedae, i a 76 anys llum del sistema solar.

## Característiques
FF Andromedae és, en primera instància, un estel binari les components del qual són dues nans rojos de tipus espectral M1Ve. Pràcticament iguals, la temperatura efectiva d'ambdós està compresa entre 3.600 i 3.890 K. Cadascun té una massa d'entre 0,41 i 0,55 masses solars. El seu radi pot estar al voltant del 65% del radi solar i giren sobre si mateixes amb una elevada velocitat de rotació d'almenys 14 km/s. El període orbital d'aquesta binària és de 2,1703 dies, sent el semieix major de l'òrbita de 0,03 ua. El pla orbital està inclinat 60º i no és una binària eclipsant.
El projecte 2MASS ha permès detectar un estel de molt poca massa —al voltant de 0,09 masses solars— que s'hi mou al voltant de la binària. Empra 4.358 dies a completar una òrbita.

## Variabilitat
FF Andromedae és una variable BY Draconis amb una amplitud de variació de prop de 0,9 magnituds. Aquests estels posseeixen cromosferes actives i emeten energia en forma de rajos X; en aquesta regió de l'espectre, la lluminositat d'FF Andromedae és de 0,035×1024 W.
Hom pensa, a més, que les components de la binària són estels fulgurants.